# South Vacherie
South Vacherie es un lugar designado por el censo ubicado en la parroquia de St. James en el estado estadounidense de Luisiana. En el Censo de 2010 tenía una población de 3642 habitantes y una densidad poblacional de 270,89 personas por km².

## Geografía
South Vacherie se encuentra ubicado en las coordenadas 29°56′25″N 90°41′16″O / 29.94028, -90.68778. Según la Oficina del Censo de los Estados Unidos, South Vacherie tiene una superficie total de 13.44 km², de la cual 13.27 km² corresponden a tierra firme y (1.31%) 0.18 km² es agua.

## Demografía
Según el censo de 2010, había 3642 personas residiendo en South Vacherie. La densidad de población era de 270,89 hab./km². De los 3642 habitantes, South Vacherie estaba compuesto por el 64.58% blancos, el 34.18% eran afroamericanos, el 0.05% eran amerindios, el 0% eran asiáticos, el 0% eran isleños del Pacífico, el 0.55% eran de otras razas y el 0.63% pertenecían a dos o más razas. Del total de la población el 1.32% eran hispanos o latinos de cualquier raza.